# Leptogenys anitae
Leptogenys anitae är en myrart som beskrevs av Auguste-Henri Forel 1915. Leptogenys anitae ingår i släktet Leptogenys och familjen myror. Inga underarter finns listade i Catalogue of Life.